# 阿尔弗雷德 (温迪施格雷茨亲王)

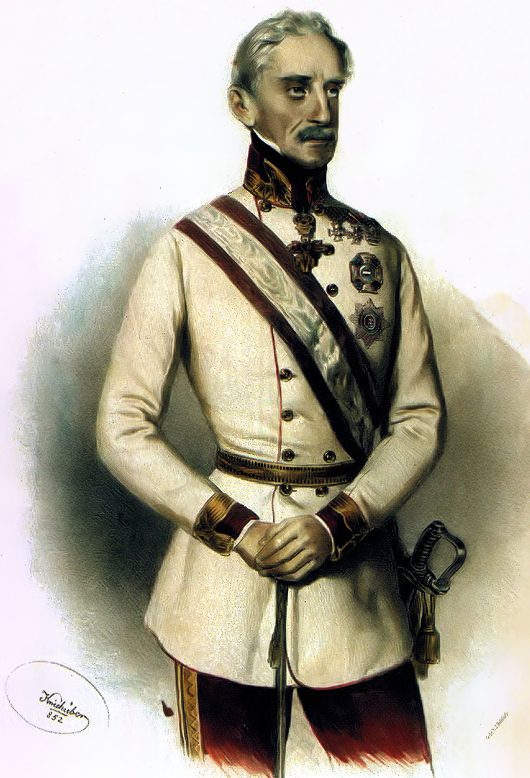
温迪施格雷茨亲王在1852年的平版印刷画上

阿尔弗雷德·坎迪杜斯·费迪南德，温迪施格雷茨亲王（Fürst zu Windisch-Graetz, also Windisch-Grätz, Windischgrätz and Windischgraetz，英语：Alfred Candidus Ferdinand, Prince of Windisch-Graetz，1787年5月11日—1862年3月21日），奥地利陆军元帅。出身於奧地利施蒂里亚的貴族家庭。
温迪施格雷茨生於布魯塞爾。1804年在哈布斯堡皇家陆军任槍騎兵軍官。他参加了拿破仑战争中所有的战争，以及莱比锡战役。1833年，他被任命为師長(Feldmarschall)。在随后的几年和平时期，他任波希米亞駐軍司令(1840年)，驻守布拉格。1848年3月镇压维也纳的暴动，6月布拉格人民起義中他的妻子被流弹击中死去，他血腥鎮壓布拉格起義，被稱為“布拉格的劊子手”，宣布整个波西米亚戒严，10月晉陞为陸軍元帥。
1848年10月维也纳复发起义，他被传召率大批军队圍陷維也納，将共和派領袖R.布魯姆和起義領袖W.C.邁森豪爾等人判處死刑，並施展權勢促使奧皇斐迪南一世(1835～1848在位)退位，擁立弗朗茨·约瑟夫一世為帝(1848～1916在位)。1849年被任命为首席指挥官，鎮壓匈牙利革命家拉乔斯·科苏特領導的匈牙利起義軍，他取得了一些早期的成功，并重新占领了布达佩斯(1849年1月)，后遭到失敗，被解職。1859年出任美因茨要塞司令官。1861年成為奧貴族院世襲成員。1862年3月21日卒於維也納。
- 本条目包含来自公有领域出版物的文本: Chisholm, Hugh (编).  (第11版). London: Cambridge University Press. 1911.